# Augusto Roa Bastos
Augusto Roa Bastos (n. 13 iunie 1917, Asunción, Paraguay – d. 26 aprilie 2005, Asunción, Paraguay) a fost un important scriitor paraguayan și unul dintre romancierii sud-americani notabili.